# هالیوود (ترانه مدونا)
«هالیوود» (به انگلیسی: Hollywood) تک‌آهنگی از هنرمند اهل ایالات متحده آمریکا مدونا است که در سال ۲۰۰۳ میلادی منتشر شد.